# Budynek Polskiego Radia we Wrocławiu
Budynek Polskiego Radia Wrocław – budynek rozgłośni radiowej Polskie Radio Wrocław SA, dawniej rozgłośnia Schlesische Funkstunde AG., znajdujący się przy alei Karkonoskiej 10 we Wrocławiu.
Budynek został wzniesiony w 1925 roku przez firmę Telefunken dla prywatnej spółki akcyjnej Slesische Funkstunde założonej w kwietniu 1924 roku. Firma zarządzała jednym z dziewięciu okręgów radiowych, w centrum którego znajdował się Breslau. Pierwotnie spółka zajmowała pomieszczenia w gmachu Wyższego Urzędu Górniczego przy Hindenburgplatz (obecnie Powstańców Śląskich 20). Po wybudowaniu budynku radia i przeniesieniu się do niego rozgłośnia Slesische Funkstunde AG była pierwszą w Niemczech rozgłośnią posiadającą samodzielną siedzibę oraz największe i najnowocześniejsze studio.

## Opis architektury budynku
Projekt budynku był wzorowany, według Harasimowicza, na rozgłośni radiowej znajdującej się w Nauen pod Berlinem; odmiennego zdania jest Janusz Dobesz, który opierając się na wyglądzie budynku w Nauen nie doszukuje się podobieństw. Wzniesiony wrocławski gmach był czteroskrzydłowym murowanym gmachem zaprojektowanym w uproszczonych klasycyzujących formach charakterystycznych dla architektury III Rzeszy. Trzy skrzydła – dziewięcioosiowe i trójkondygnacyjne oraz dwa pięcioosiowe i dwukondygnacyjne umieszczone były wzdłuż ulicy Schweidnitzer Chaussee (obecnie Karkonoskiej); czwarte skrzydło przylegało do środkowego skrzydła od strony południowej. Dalej na południe znajdował się dodatkowy budynek gospodarczy. Wejście do gmachu znajdowało się w skrzydle północnym, w krótszej elewacji i zaznaczone było filarowym portykiem. Na dziedzińcu budynku, w jego tylnej części, umieszczono dwa wysokie stalowe maszty nadawcze o wysokości stu metrów; pomiędzy nimi rozpięta była antena w kształcie litery T.
W 1942 roku budynek został rozbudowany: południowe skrzydło przedłużono o 17 osi, a w jej centralnej osi umieszczono wejście główne do gmachu, osłonięte pięcioosiowym piaskowym portykiem podtrzymywanym przez smukłe kwadratowe filary stojące na dwóch płytach w formie greckiej krepidomy ale bez jednego stopnia. Kolejne pięć stopni prowadziło do szerokiego trójosiowego portalu wejściowego nakrytego stropem z masywnych kasetonów i gzymsem. We wschodniej stronie dobudowano dwa dalsze skrzydła, które utworzyły zamknięty dziedziniec. Budynek miał skromną fasadę, na poziomie parteru boniowaną; całość wieńczył wydatny gzyms koronujący z gładkim fryzem.
W nowym skrzydle znajdowała się m.in. sala koncertowa na 400 osób z wielkimi organami.

## Po 1945 roku
Podczas oblężenia Wrocławia budynek został poważnie uszkodzony. W latach 1945-1946 został odbudowany. Od 1946 roku w budynku znajduje się siedziba Polskiego Radia Wrocław, a od 2001 roku również Muzeum Radia Wrocław.